# Вацлав Ласка
Вацлав Ласка, чеськ Václav Láska (24 серпня 1862, Прага — 27 липня 1943, Ржевніце) — чеський геодезист, астроном, професор прикладної математики в Празькому університеті. Тривалий час жив і працював у Львові.

## Біографія
Закінчив Німецький університет у Празі в 1886 році, де вивчав геодезію. В 1884—1895 роках був асистентеом в обсерваторії Клементінум. Отримав докторський ступінь у 1890 році в Празькій політехніці місцевому університеті, він почав працювати асистентом в астрономічній обсерваторії Празького університету та доцентом геодезії в Празькому технічному університеті. У 1895 році зайняв кафедру вищої геодезії та сферичної астрономії у Львівській політехнічній школі. У 1897 році він габілітувався з астрономії у Львівському університеті. У 1911 році повернувся до Праги, де отримав звання професора Празького університету. З 1920 року був директором заснованого ним Національного геофізичного інституту. Загалом бібліографія праць Ласки налічує 250 назв.

### Львівський період
У «львівський» період (1895—1911) займався переважно геофізичними роботами, читав лекції з вищої геодезії, геофізики та сейсмології. Він розширив астрономічну обсерваторію і організував сейсмологічну станцію політехніки в 1899 році. Після габілітації в Львівському університеті викладав сферичну астрономію, теорію руху Місяця та його затемнень до 1908 року. Працюючи у Львові, він написав близько 100 робіт, у тому числі виданий у 1901 році підручник «Сферична астрономія та вища геодезія» та (у співавторстві з Северином Відтом) підручник «Miernictwo» (по землемірству) виданий у 1903 році.

## Наукова діяльність

### Емпіричне правило Ласки

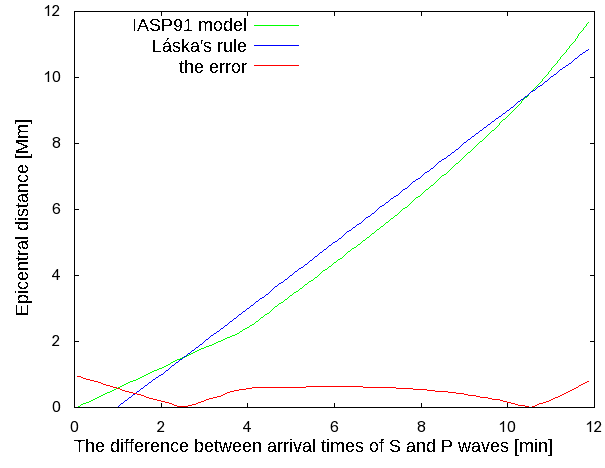
Помилка емпіричного правила Ласки

Це емпіричне правило є одним із способів приблизного визначення відстані від епіцентру землетрусу. Правило найбільш підходить для відстані в діапазоні 2−10 мм (тис. км). Епіцентральна відстань у тисячах кілометрів приблизно дорівнює різниці між часом приходу хвиль S і P у хвилинах мінус 1.